# The Dream of Dan McGuire
Pour plus de détails, voir Fiche technique et Distribution.
The Dream of Dan McGuire est un film muet américain réalisé par Fred Huntley et sorti en 1913.

## Fiche technique
- Réalisation : Fred Huntley
- Scénario : Fred Huntley
- Genre : Comédie
- Date de sortie : 
  - États-Unis : 8 octobre 1913

## Distribution
- John Lancaster : Dan McGuire
- Lillian Hayward : Mrs McGuire
- William Hutchinson : O'Hallahan
- Camille Astor : Mrs. O'Hallahan